# Baigorà
Baigorà (en rus: Байгора) és un poble (un possiólok) de l'óblast de Lípetsk, a Rússia, que el 2013 tenia 125 habitants. Pertany al districte rural de Griazi.